# Nhã Phương (ca sĩ)
Nhã Phương (sinh năm 1960, tên thật: Nguyễn Khắc Kim Phượng) là một nữ ca sĩ nổi tiếng ở Việt Nam những năm 80 cùng thời với Lê Tuấn, Phương Giao,... Nhã Phương và người chị Bảo Yến từng là đôi song ca thành công vào thập niên 1980.

## Tiểu sử
Từ bé, Nhã Phương đã tiếp xúc với đàn tranh, đàn bầu, sáo, vĩ cầm và dương cầm. Cha của chị vốn là một ca sĩ của Đài Phát thanh Huế; ông cho ba chị em Bảo Yến, Nhã Phương và Kim Tuấn học nhạc với nhạc sĩ Ôn Văn Tài – một nhạc công trong dàn nhạc hoàng gia Campuchia suốt năm năm. Gia đình chị ban đầu ở Huế, sau vào Cần Thơ lập nghiệp và từ sau 1975 thì lên Thành phố Hồ Chí Minh sinh sống.
Năm 1979, Nhã Phương về làm thư ký tại Ban Văn nghệ, Đài Truyền hình Thành phố Hồ Chí Minh. Năm 1980, chị giành huy chương vàng Giọng hát hay miền Nam với bài hát "Trên biển xanh" và đoạt giải lần nữa vào năm 1986. Nhã Phương chính thức bước chân vào nghề ca sĩ từ năm 1982. Giữa thập niên 1980 là thời kì thành công rực rỡ của đôi song ca Bảo Yến - Nhã Phương.

## Đời tư
Năm 1985, Nhã Phương kết hôn với nhạc sĩ Lê Hựu Hà. Họ có hai con chung tên Phương Khánh và Phương Uyên. Đầu 2003, hai người ly thân. Sau khi Lê Hựu Hà qua đời, Nhã Phương tái hôn với một người đàn ông quốc tịch Mỹ. Năm 2009, chị cùng hai con sang định cư tại tiểu bang Colorado, Mỹ.

## Ca khúc biểu diễn trên sân khấu Trung Tâm Asia
| STT | Ca khúc | Thể hiện với | Chương trình | Năm  |
| --- | --- | ------------ | ------------ | ---- |
| 1   | LK Phượng Hoàng: Hãy Ngước Mặt Nhìn Đời (Lê Hựu Hà), Mặt Trời Đen (Nguyễn Trung Cang), Huyền Thoại Người Con Gái (Lê Hựu Hà) | Bảo Yến      | ASIA 56      | 2007 |
| 2   | Vui Chơi Tình Ta (Jambalaya; Lời Việt: Trường Kỳ)                                                                            | Solo         | ASIA 57      | 2008 |